# Víctor Perlaza
Víctor Manuel Perlaza Caicedo (Cali, Colombia, 29 de julio de 1994) es un futbolista colombiano. Juega como delantero y su equipo actual es el UTC de Cajamarca de la Liga 2 del Perú.

## Trayectoria

### La Equidad B
Perlaza fue parte de la reserva de La Equidad, donde jugó hasta 2017.

### Comayagua
Fichó en 2017 por Comayagua F. C. de la Liga de Ascenso de Honduras, donde solo jugó ese año. En 2018 estuvo sin equipo.

### Alianza Atlético
A mediados de 2018 llegó para inscribirse en el Atlético Grau, pero debido a problemas internos no logró formar parte del club.
En 2019 llegó al Alianza Atlético para jugar la Liga 2, donde sería el tercer máximo anotador de la Liga 2 2019 y su equipo quedaría en el segundo puesto, pasando a los play-offs donde perdería con Deportivo Coopsol.
En 2020 jugó 10 partidos y marcó 7 goles, siendo el máximo goleador de la Liga 2 2020 junto con Carlos López de Unión Huaral, mientras que su equipo quedaría tercero clasificando a la liguilla final, donde le ganaría en la final al Juan Aurich por 2-1 logrando ganar la Liga 2 y ascender a la Primera División del Perú.
En 2021 juega la Liga 1 2021, donde llegó a un acuerdo con el club churre para renovar el contrato. Aquel año, fue su mejor temporada en el fútbol peruano, marcando 11 goles y siendo uno de las máximos goleadores del torneo peruano. En las fechas finales, logró salvarse del descenso con Alianza Atlético.[cita requerida]
Luego de estar una temporada en el ADT de Tarma, ficha por el UTC de Cajamarca para el 2024.

## Clubes
Actualizado al último partido disputado el 19 de julio de 2024.
| Club             | País     | Año       | Partidos | Goles | Asistencias |
| ---------------- | -------- | --------- | -------- | ----- | ----------- |
| Comayagua F. C.  | Honduras | 2017      | -        | -     | -           |
| Alianza Atlético | Perú     | 2019-2021 | 60       | 31    | 4           |
| Sport Huancayo   | Perú     | 2022      | 35       | 9     | 1           |
| ADT de Tarma     | Perú     | 2023      | 34       | 6     | 0           |
| UTC de Cajamarca | Perú     | 2024-     | 19       | 1     | 3           |

## Palmarés

### Títulos nacionales
| Título                    | Club             | Sede | Año  |
| ------------------------- | ---------------- | ---- | ---- |
| Segunda División del Perú | Alianza Atlético | Perú | 2020 |

### Distinciones individuales
| Distinción                                                | Año  |
| --------------------------------------------------------- | ---- |
| Máximo goleador de la Segunda División del Perú (7 goles) | 2020 |